# Судник, Юрий Александрович
Юрий Александрович Судник (род. 18 августа 1946 года) — российский учёный, доктор технических наук, профессор, лауреат Премии Правительства РФ в области образования, заслуженный работник высшей школы РФ. Мастер спорта СССР и РФ по спортивной радиопеленгации.

## Биография
Окончил Рязанский радиотехнический институт, факультет автоматики и вычислительной техники.
С 1973 г. на научной и преподавательской работе в МИИСП им. Горячкина (с 2016 РГАУ-МСХА) — энергетический факультет, кафедра автоматизации и роботизации технологических процессов имени академика И. Ф. Бородина.
Кандидат технических наук (1978, тема диссертации «Исследование и разработка электромеханической системы автоматического управления режимами нагрузки рабочих органов картофелеуборочных машин»).
Доктор технических наук (1999, тема диссертации «Автоматизированное управление мобильными сельскохозяйственными агрегатами»). Профессор (2000).

## Научные труды
- Автоматизация технологических процессов: Учебник / Иван Федорович Бородин, Юрий Александрович Судник. — Москва : КолосС, 2005. — 344 с. : с ил.
- Автоматизированное управление машинно-тракторными агрегатами в сельском хозяйстве : диссертация … доктора технических наук : 05.13.07. — Москва, 1999. — 392 с.
- Автоматизация технологических процессов: Учеб. для студентов вузов по специальности 311400 «Электрификация и автоматизация с.-х. пр-ва» / И. Ф. Бородин, Ю. А. Судник. — М. : КолосС, 2003 (ПИК ВИНИТИ). — 343, [1] с., 21 см. : ил., схем. — (Учебники и учебные пособия для студентов высш. учеб. заведений).; ISBN 5-9532-0030-7 (в пер.)
- Интеллектуальные технологии в теплоэнергетике [Текст] : монография / Крохин Г. Д., Мухин В. С., Судник Ю. А. — Новосибирск : [б. и.] ; Москва : Триада, 2010-. — 21 см; ISBN 978-5-9546-0059-9
- Использование озона в сельскохозяйственном производстве : учеб. пособие / Р. И. Штанько, Ю. А. Судник ; М-во сел. хоз-ва Рос. Федерации, Департамент кадровой политики и образования, Рос. гос. аграр. заоч. ун-т. — М. : Изд-во РГАЗУ, 2004. — 93, [1] с. : ил., табл.; 21 см.

Изобретатель. Имеет 127 авторских свидетельств и патентов на изобретения, автор трёх научных открытий, патентов

## Награды и звания
Лауреат премии Правительства РФ в области образования (1998, — за научно-практическую работу «Комплект учебников, учебных пособий и методических разработок для подготовки инженерных кадров электротехнического профиля агропромышленного комплекса» для образовательных учреждений высшего профессионального образования).
Заслуженный работник высшей школы РФ. Мастер спорта СССР и РФ по спортивной радиопеленгации, бронзовый призёр чемпионата мира 2012 г.